# Cyrtodactylus yoshii
Cyrtodactylus yoshii är en ödleart som beskrevs av  Tsutomu Hikida 1990. Cyrtodactylus yoshii ingår i släktet Cyrtodactylus och familjen geckoödlor. Inga underarter finns listade i Catalogue of Life.